# Pseudodiploexochus tomentosus
Pseudodiploexochus tomentosus är en kräftdjursart som beskrevs av Stefano Taiti och Franco Ferrara 1987. Pseudodiploexochus tomentosus ingår i släktet Pseudodiploexochus och familjen Armadillidae. Inga underarter finns listade i Catalogue of Life.